# 小川英文
小川 英文（おがわ ひでふみ、1956年3月 - ）は、日本の考古学者。専門は東南アジア考古学。東京外国語大学名誉教授。

## 略歴
- 八幡大学付属高等学校(現九州国際大学付属高等学校)卒業
- 1979年3月 - 慶應義塾大学文学部仏文学科卒業
- 1981年3月 - 早稲田大学第二文学部東洋文化学科卒業
- 1983年3月 - 早稲田大学大学院文学研究科考古学専攻博士前期課程修了
- 1988年3月 - 同博士後期課程中退
- 1988年4月 - 早稲田大学校地埋蔵文化財調査室嘱託
- 1989年4月 - 国士舘大学教養部 講師
- 1992年4月 - 同 助教授
- 1994年4月 - 東京外国語大学外国語学部 講師
- 1996年4月 - 同 助教授
- 2005年4月 - 同 教授
- 2009年4月 - 東京外国語大学総合国際学研究院 教授（国際社会部門地域研究系・大学院重点化による配置換え）
- 2021年3月 - 東京外国語大学定年退職、名誉教授

## 編著書
- (共編著)『新版 東南アジアを知る事典』、平凡社、2008
- ｢先史狩猟採集社会と農耕社会－｢資源｣をめぐる相互依存関係の歴史過程｣、印東道子編『生態資源と象徴化』: 65-98、弘文堂、2007
- 「フィリピン民族博物館｣、｢暮らしの断面｣、大野拓司･寺田勇文編『現代フィリピンを知るための60章』: 55-60、 106-109、明石書店、2001

| スタブアイコン | サブスタブ | この項目は、まだ閲覧者の調べものの参照としては役立たない、人物に関連した書きかけの項目です。この項目を加筆・訂正などしてくださる協力者を求めています（P:人物伝/PJ:人物伝）。 |